# پایگاه هوایی آندراویدا

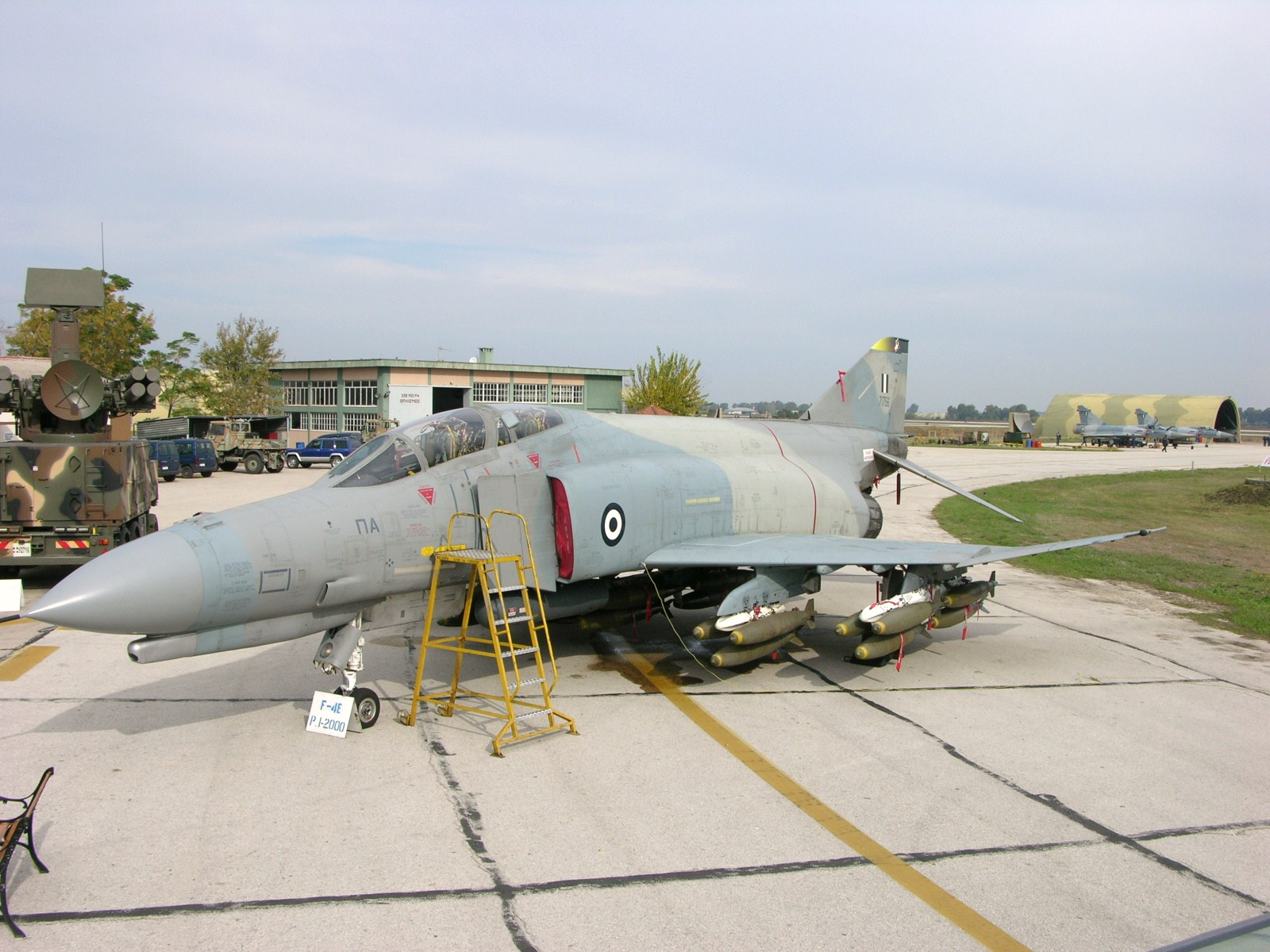
پایگاه هوایی آندراویدا

پایگاه هوایی آندراویدا (به انگلیسی: Andravida Air Base) یک فرودگاه نظامی با کد یاتا PYR است که یک باند فرود آسفالت دارد و طول باند آن ۳۱۳۹ متر است. این فرودگاه در کشور یونان قرار دارد و در ارتفاع ۱۷ متری از سطح دریا واقع شده است.